# Kanton Limoges-Corgnac
Der Kanton Limoges-Corgnac war von 1982 bis 2015 ein französischer Wahlkreis im Arrondissement Limoges, im Département Haute-Vienne und in der Region Limousin.
Der Kanton bestand aus einem Teil der Stadt Limoges. Die Bevölkerungszahl betrug zum 1. Januar 2012 insgesamt 8960 Einwohner. 